# Parmotrema kamatii
Parmotrema kamatii är en lavart som beskrevs av Patw. & Prabhu. Parmotrema kamatii ingår i släktet Parmotrema och familjen Parmeliaceae.   Inga underarter finns listade i Catalogue of Life.